# Kuru (Fluss)
Der Kuru River oder Chel River ist ein Fluss in den Bundesstaaten Western Bahr el Ghazal und Northern Bahr el Ghazal des Südsudan.
Der Fluss ist einer der Hauptzuflüsse des Lol.

## Geographie
Der Kuru / Chel entspringt im Süden von Western Bahr el Ghazal an der Grenze zur Zentralafrikanischen Republik.
Er fließt nordwärts, wird von der Straße überquert, die von Ibra an seinem Ostufer nach Deim Zubeir, nach Westen verläuft und tritt in das Gebiet von Northern Bahr el Ghazal ein.
Er erhält Zufluss von links vom Biri River ⊙ an der Grenze des Bundesstaats.
Der Fluss verläuft vorbei an Arroyo und vereinigt sich mit einem bedeutenden Zufluss ⊙ am östlichen Rand des Ashana Game Reserve.
Dann verläuft er weiter nach Norden, wo er mit dem Magadhik River zwischen Marial Bai (W) und Nyamlell (O) zusammenkommt. Die vereinigten Ströme bei Akwongyik bilden den Lol.